# Oblast de Iaroslavl
O oblast de Iaroslavl (em russo:  Ярославская область) é uma divisão federal da Federação Russa. A sua capital é a cidade de Iaroslavl.
O seu rio fundamental é Volga. Lista das suas cidades: Danilov, Gavrilov-Iam, Iaroslavl, Liubim, Michkin, Pereslavl-Zalessky, Rostov, Rybinsk, Tutaev, Uglitch.

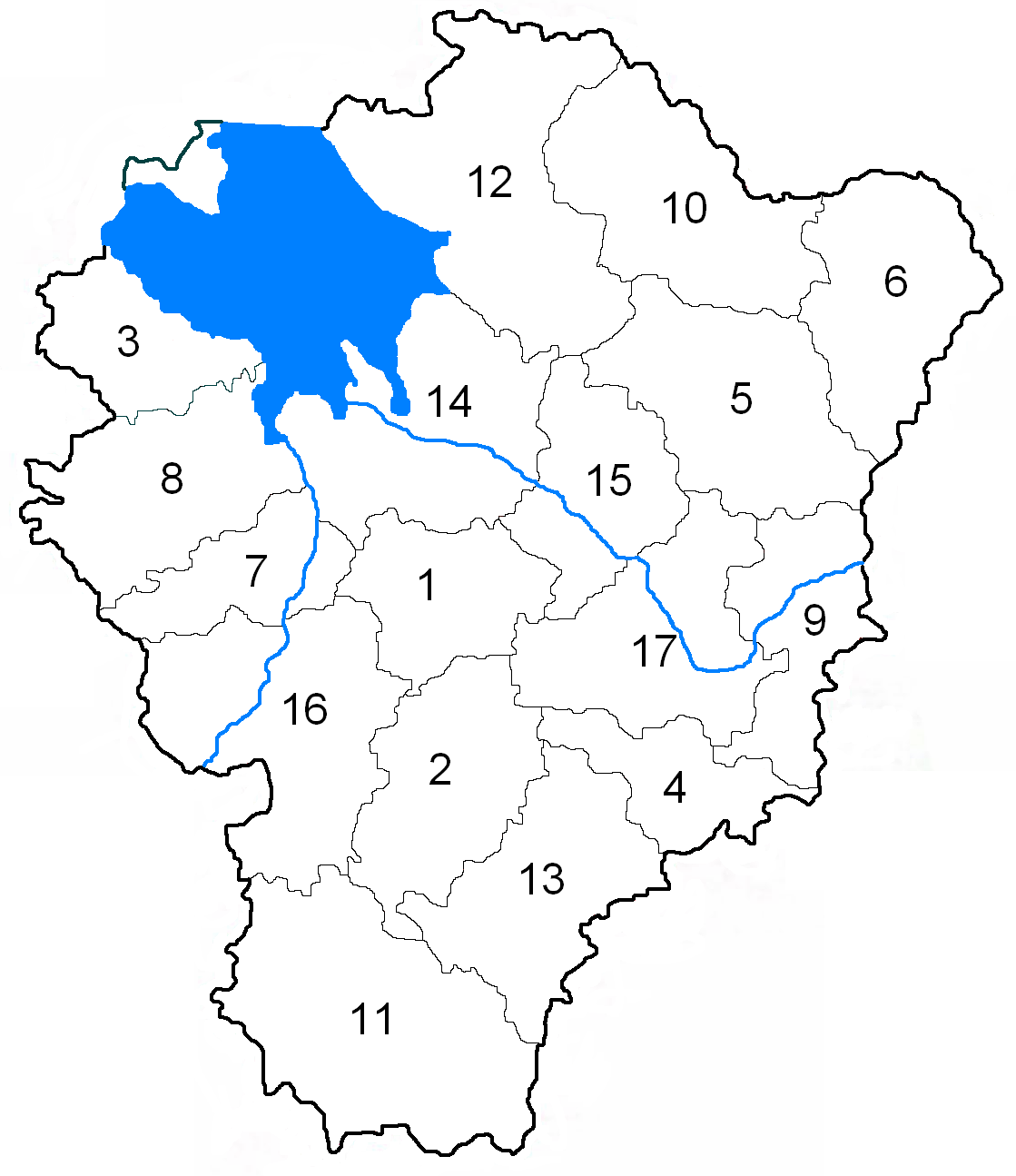
A disposição geográfica dos raiones do oblast de Iaroslavl (depois de nome de raion fica, entre parêntesis, nome de centro de raion respetivo): 1 - Bolchesselsky (Bolchoie Selo), 2 - Borissoglebsky (Borissoglebsky), 3 - Breitovsky (Breitovo), 4 - Gavrilov-Iamsky (Gavrilov-Iam), 5 - Danilovsky (Danilov), 6 - Liubimsky (Liubim), 7 - Michkinsky (Michkin), 8 - Nekouzsky (Novi Nekouz), 9 - Nekrassovsky (Nekrassovskoie), 10 - Pervomaissky (Prechistoie), 11 - Pereslavsky (Pereslavl-Zalessky), 12 - Pochekhonsky (Pochekhonie), 13 - Rostovsky (Rostov), 14 - Rybinsky (Rybinsk), 15 - Tutaevsky (Tutaev), 16 - Uglitchsky (Uglitch), Iaroslavsky (Iaroslavl). Notas: 1) as linhas curvas azuis são a parte do rio Volga; 2) a mancha azul é a parte da Albufeira de Rybinsk.